# 都市銀行
都市銀行（日语：／ toshi ginkō */?）是指日本的普通銀行中，總行設於東京、大阪等大都市、廣域進行業務的銀行。簡稱都銀（／ togin）。此定義雖無法律依據，也無明確定義，但現在一般來說共有5間銀行（定義上為4間銀行）。

## 歷史
都市銀行是1968年10月開始的大藏大臣諮詢機關「金融制度調査會」第1分科會於「普通銀行諸問題」的審議中提出「普通銀行中以6大都市或符合的其他都市為總部，在全國或數地擁有廣域營業基盤」的定義。
當時，都市銀行共有第一銀行、三井銀行、富士銀行、三菱銀行、協和銀行、日本勸業銀行、三和銀行、住友銀行、大和銀行、東海銀行、北海道拓殖銀行、神戶銀行、東京銀行等13行（依統一金融機關代碼排序）。1968年，日本相互銀行從相互銀行轉換為普通銀行，並更名為太陽銀行成為都市銀行一員。1969年，埼玉銀行從地方銀行轉換為都市銀行。1971年，第一銀行與日本勸業銀行合併為第一勸業銀行，1973年神戶銀行與太陽銀行合併成立太陽神戶銀行，之後長時間維持13行體制，但在北海道拓殖銀行破產與都市銀行相互合併重整後，2013年起形成現在的5行體制。
現在的都市銀行皆是擁有大量存款資金的巨型銀行與其系列銀行、或能與其匹敵的銀行所組成。郵貯銀行由於其國營的郵政存款特殊性，不屬於都市銀行。另外，商工組合中央金庫也不屬於都市銀行。

## 顧客企業獲得狀況
以帝國DataBank企業概要檔案「COSMOS2」收錄之146萬間企業（包含特殊法人、個人事業主）為對象進行調查的「全國主要銀行調査」（2016年12月）中，以都市銀行5行作為主要銀行的比率達20.06%。從地區上來看，關東地方前3名為三菱東京UFJ銀行、瑞穗銀行、三井住友銀行3行，埼玉里索那銀行（第5位）、里索那銀行（第9位）也在前10名內。近畿地方則由三井住友銀行、三菱東京UFJ銀行、里索那銀行佔據前三位，里索那銀行系列的近畿大阪銀行位居第8位，瑞穗銀行也進入第10名。中部地方方面，東海銀行母公司三菱東京UFJ銀行位居第1，有力地方銀行與部分信用金庫、信用協同組合分別在各自區域領先。
下表列出全國排名前10位的銀行。另外，前10名排名自2009年初回調査後就無變動，三菱東京UFJ銀行連續8年位居首位。
| 順位 | 銀行名          | 公司數  | 市佔率(%) |
| ---- | --------------- | ------- | --------- |
| 1    | 三菱東京UFJ銀行 | 102,453 | 7.01      |
| 2    | 三井住友銀行    | 79,916  | 5.47      |
| 3    | 瑞穗銀行        | 63,648  | 4.35      |
| 4    | 里索那銀行      | 30,293  | 2.07      |
| 5    | 北洋銀行        | 24,911  | 1.70      |
| 6    | 千葉銀行        | 20,979  | 1.43      |
| 7    | 西日本城市銀行  | 20,011  | 1.37      |
| 8    | 福岡銀行        | 19,976  | 1.37      |
| 9    | 埼玉里索那銀行  | 17,031  | 1.13      |
| 10   | 靜岡銀行        | 16,561  | 1.13      |

## 現在的都市銀行一覧
2006年以後，都市銀行限定以以下5間銀行。埼玉里索那銀行有時也被排除在都市銀行之外（分行數為2012年3月底資料。包含日本國外分行）。
| 銀行名         | 母集團           | 標誌 | 銀行代碼 | 總行所在地     | 分行數 | 設立分行的都道府縣 | 其他國內集團銀行                                              |
| -------------- | ---------------- | ---- | -------- | -------------- | ------ | ------------------ | ------------------------------------------------------------- |
| 瑞穗銀行       | 瑞穗金融集團     |      | 0001     | 東京都千代田區 | 459    | 47                 | 瑞穗信託銀行、資產管理服務信託銀行、千葉興業銀行              |
| 三菱UFJ銀行    | 三菱UFJ金融集團  |      | 0005     | 東京都千代田區 | 818    | 31                 | 三菱UFJ信託銀行、日本Master Trust信託銀行、自分銀行、中京銀行 |
| 三井住友銀行   | 三井住友金融集團 |      | 0009     | 東京都千代田區 | 679    | 34                 | SMBC信託銀行、日本網路銀行、關西都會銀行                      |
| 里索那銀行     | 里索那控股       |      | 0010     | 大阪府大阪市   | 347    | 26                 | 日本Trustee Services信託銀行、近畿大阪銀行、港銀行            |
| 埼玉里索那銀行 | 里索那控股       |      | 0017     | 埼玉縣埼玉市   | 132    | 2                  | 〃                                                            |

## 曖昧的基準
埼玉里索那銀行由於其前身埼玉銀行而列為「都市銀行」之一，但卻不符「全國展開業務」的基準。相對於僅大企業做為顧客的瑞穗實業銀行（當時）被列為都市銀行，由長期信用銀行轉換而來的新生銀行與青空銀行雖符合「總行位於大都市，請在全國展開業務」的條件但卻未在都市銀行之列。
從全國銀行協會等的發行物、日本銀行的定義、財務省的分類來看，埼玉里索那銀行與瑞穗實業銀行（當時）都被列入「都市銀行」。而在金融廳網站公開的「執照、許可、登錄等業者一覧」中，瑞穗實業銀行（當時）列為金融廳所管之「都市銀行」，新生銀行及青空銀行列為金融廳所管之「其他」類別，埼玉里索那銀行則列為關東財務局所管之「其他」類別。

## 行政上的都市銀行
在金融行政的統計資料等，都市銀行同等於普通銀行內的本廳直轄銀行。
銀行法第59條第2項，金融廳長官之部分權限委任給財務局長（含財務支局長）。這是由於金融廳本身沒有地方支分部局，而成立當時的母體財務省則是委任給地方支分部局的情況而訂立。依據此項規定，銀行法施行令第17條之2第1項列舉各別權限（銀行業執照、銀行合併、經營基本事項以外），同條第4項再補充由金融廳長官指定的業務不適用此項規定。換言之，金融廳長官不委任給財務局長的金融機關由金融廳長官行使其權限。
依此規定為基礎再制定「不適用銀行法施行令第17條之2第1項至第3項規定之金融廳長官權限等事項」（2002年（平成14年）金融廳告示第35號）。其中，瑞穗銀行、瑞穗實業銀行（當時）、三井住友銀行、三菱東京UFJ銀行、里索那銀行5行為「本廳直轄銀行」，同於行政上的「都市銀行」。而從長期信用銀行轉換而來的2行（新生銀行、青空銀行）、新形態銀行與信託兼營銀行雖然也是本廳直轄銀行，但不屬於都市銀行。另外，埼玉里索那銀行因不是本廳直轄銀行，在金融廳資料中不屬於都市銀行，又由於未加入全國地方銀行協會與第二地方銀行協會，因此不屬於地方銀行、第二地方銀行，而是列入關東財務局所管之「其他」類別。

## 都市銀行的演變
| 財閥、政府系銀行誕生 （1873年 - 1939年）                                      | 戰時統制 （1940年 - 1945年）                                                  | 戰後改革、財閥解體 （1946年 - 1951年）                                             | 財閥名復活、長期金融整備、高度成長 （1952年 - 1970年）                                                 | 高度成長結束、安定成長、泡沫經濟 （1971年 - 1989年）                                                   | 金融大改革 （1990年 - 1999年）                                                                         | 不良債權處理 （2000年 - ）                                    | 不良債權處理 （2000年 - ）                  |                        |
| ----------------------------------------------------------------------------- | ----------------------------------------------------------------------------- | ---------------------------------------------------------------------------------- | --- | --- | --- | ------------------------------------------------------------- | ------------------------------------------- | ---------------------- |
| 三菱銀行 （1919年 - 1948年）                                                  | 三菱銀行 （1919年 - 1948年）                                                  | 千代田銀行 （1948年 - 1953年）                                                     | 三菱銀行（1953年 - 1996年）                                                                            | 三菱銀行（1953年 - 1996年）                                                                            | 東京三菱銀行 （1996年 - 2006年）                                                                       | 東京三菱銀行 （1996年 - 2006年）                              | 三菱東京UFJ銀行 （2006年 - ）               |                        |
| 橫濱正金銀行 （1879年 - 1946年） （1946年指定為閉鎖機關，東京銀行承接其業務） | 橫濱正金銀行 （1879年 - 1946年） （1946年指定為閉鎖機關，東京銀行承接其業務） | 東京銀行（1946年 - 1996年）                                                        | 東京銀行（1946年 - 1996年）                                                                            | 東京銀行（1946年 - 1996年）                                                                            | 東京三菱銀行 （1996年 - 2006年）                                                                       | 東京三菱銀行 （1996年 - 2006年）                              | 三菱東京UFJ銀行 （2006年 - ）               |                        |
| 三和銀行（1933年 - 2002年）                                                   | 三和銀行（1933年 - 2002年）                                                   | 三和銀行（1933年 - 2002年）                                                        | 三和銀行（1933年 - 2002年）                                                                            | 三和銀行（1933年 - 2002年）                                                                            | 三和銀行（1933年 - 2002年）                                                                            | UFJ銀行 （2002年 - 2006年）                                   | 三菱東京UFJ銀行 （2006年 - ）               |                        |
| 愛知銀行 伊藤銀行 名古屋銀行 （1890年代 - 1941年）                            | 東海銀行（1941年 - 2002年）                                                   | 東海銀行（1941年 - 2002年）                                                        | 東海銀行（1941年 - 2002年）                                                                            | 東海銀行（1941年 - 2002年）                                                                            | 東海銀行（1941年 - 2002年）                                                                            | UFJ銀行 （2002年 - 2006年）                                   | 三菱東京UFJ銀行 （2006年 - ）               |                        |
| 相互無盡（1917年 - 1951年）                                                   | 相互無盡（1917年 - 1951年）                                                   | 相互無盡（1917年 - 1951年）                                                        | 第一相互銀行（1951年 - 1989年）                                                                        | 第一相互銀行（1951年 - 1989年）                                                                        | 太平洋銀行 （1989年 - 1996年） （1996年破產，業務轉讓給若潮銀行）                                      | 若潮銀行 （1996年 - 2003年）                                  | 三井住友銀行 （2003年 - ） （若潮銀行更名） |                        |
| 住友銀行 （1895年 - 1948年）                                                  | 住友銀行 （1895年 - 1948年）                                                  | 大阪銀行 （1948年 - 1952年）                                                       | 住友銀行（1952年 - 2001年）                                                                            | 住友銀行（1952年 - 2001年）                                                                            | 住友銀行（1952年 - 2001年）                                                                            | 三井住友銀行 （2001年 - 2003年）                              | 三井住友銀行 （2003年 - ） （若潮銀行更名） |                        |
| 神戶銀行（1936年 - 1973年）                                                   | 神戶銀行（1936年 - 1973年）                                                   | 神戶銀行（1936年 - 1973年）                                                        | 神戶銀行（1936年 - 1973年）                                                                            | 太陽神戶銀行 （1973年 - 1990年）                                                                       | 太陽神戶三井銀行 （1990年 - 1992年） 櫻花銀行 （1992年 - 2001年）                                      | 三井住友銀行 （2001年 - 2003年）                              | 三井住友銀行 （2003年 - ） （若潮銀行更名） |                        |
| 無盡會社5社 （ - 1940年）                                                     | 大日本無尽 （1940年 - 1948年）                                                | 日本無盡 （1948年 - 1951年）                                                       | 日本相互銀行 （1951年 - 1968年） 太陽銀行 （1968年 - 1973年）                                          | 太陽神戶銀行 （1973年 - 1990年）                                                                       | 太陽神戶三井銀行 （1990年 - 1992年） 櫻花銀行 （1992年 - 2001年）                                      | 三井住友銀行 （2001年 - 2003年）                              | 三井住友銀行 （2003年 - ） （若潮銀行更名） |                        |
| 三井銀行 （1876年 - 1943年）                                                  | 帝國銀行 (日本) （1943年 - 1948年）                                           | 帝國銀行 （1948年 - 1954年）                                                       | 三井銀行（1954年 - 1989年）                                                                            | 三井銀行（1954年 - 1989年）                                                                            | 太陽神戶三井銀行 （1990年 - 1992年） 櫻花銀行 （1992年 - 2001年）                                      | 三井住友銀行 （2001年 - 2003年）                              | 三井住友銀行 （2003年 - ） （若潮銀行更名） |                        |
| 第一銀行 （1873年 - 1943年）                                                  | 帝國銀行 (日本) （1943年 - 1948年）                                           | 第一銀行（1948年 - 1971年）                                                        | 第一銀行（1948年 - 1971年）                                                                            | 第一勸業銀行（1971年 - 2002年）                                                                        | 第一勸業銀行（1971年 - 2002年）                                                                        | 瑞穗銀行 / 瑞穗實業銀行 （2002年 - 2013年）                   | 瑞穗銀行 （2013年 - ）                      | 瑞穗銀行 （2013年 - ） |
| 日本勸業銀行 （1897年 - 1950年）                                              | 日本勸業銀行 （1897年 - 1950年）                                              | 日本勸業銀行 （1950年 - 1971年）                                                   | 日本勸業銀行 （1950年 - 1971年）                                                                       | 第一勸業銀行（1971年 - 2002年）                                                                        | 第一勸業銀行（1971年 - 2002年）                                                                        | 瑞穗銀行 / 瑞穗實業銀行 （2002年 - 2013年）                   | 瑞穗銀行 （2013年 - ）                      | 瑞穗銀行 （2013年 - ） |
| 安田銀行 （1876年 - 1948年）                                                  | 安田銀行 （1876年 - 1948年）                                                  | 富士銀行（1948年 - 2002年）                                                        | 富士銀行（1948年 - 2002年）                                                                            | 富士銀行（1948年 - 2002年）                                                                            | 富士銀行（1948年 - 2002年）                                                                            | 瑞穗銀行 / 瑞穗實業銀行 （2002年 - 2013年）                   | 瑞穗銀行 （2013年 - ）                      | 瑞穗銀行 （2013年 - ） |
| 日本興業銀行（1902年 - 2002年）                                               |                                                                               |                                                                                    | | | | 瑞穗銀行 / 瑞穗實業銀行 （2002年 - 2013年）                   | 瑞穗銀行 （2013年 - ）                      | 瑞穗銀行 （2013年 - ） |
| 储蓄银行9行 （1890年代 - 1945年）                                             | 日本貯蓄銀行 （1945年 - 1948年）                                              | 協和銀行（1948年 - 1991年）                                                        | 協和銀行（1948年 - 1991年）                                                                            | 協和銀行（1948年 - 1991年）                                                                            | 協和埼玉銀行 （1991年 - 1992年） 朝日銀行 （1992年 - 2003年）                                          | 協和埼玉銀行 （1991年 - 1992年） 朝日銀行 （1992年 - 2003年） | 里索那銀行 / 埼玉里索那銀行 （2003年 - ）   |                        |
| 八十五銀行 武州銀行 忍商業銀行 飯能銀行 （1890年代 - 1943年）                 | 埼玉銀行（1943年 - 1991年）                                                   | 埼玉銀行（1943年 - 1991年）                                                        | 埼玉銀行（1943年 - 1991年）                                                                            | 埼玉銀行（1943年 - 1991年）                                                                            | 協和埼玉銀行 （1991年 - 1992年） 朝日銀行 （1992年 - 2003年）                                          | 協和埼玉銀行 （1991年 - 1992年） 朝日銀行 （1992年 - 2003年） | 里索那銀行 / 埼玉里索那銀行 （2003年 - ）   |                        |
| 野村銀行 （1918年 - 1948年）                                                  | 野村銀行 （1918年 - 1948年）                                                  | 大和銀行（1948年 - 2003年）                                                        | 大和銀行（1948年 - 2003年）                                                                            | 大和銀行（1948年 - 2003年）                                                                            | 大和銀行（1948年 - 2003年）                                                                            | 大和銀行（1948年 - 2003年）                                   | 里索那銀行 / 埼玉里索那銀行 （2003年 - ）   |                        |
| 北海道拓殖銀行 （1900年 - 1950年）                                            | 北海道拓殖銀行 （1900年 - 1950年）                                            | 北海道拓殖銀行（1950年 - 1997年） （1997年破產，業務轉讓給北洋銀行與中央信託銀行） | 北海道拓殖銀行（1950年 - 1997年） （1997年破產，業務轉讓給北洋銀行與中央信託銀行）                     | 北海道拓殖銀行（1950年 - 1997年） （1997年破產，業務轉讓給北洋銀行與中央信託銀行）                     | 北海道拓殖銀行（1950年 - 1997年） （1997年破產，業務轉讓給北洋銀行與中央信託銀行）                     | （2006年失去法人資格）                                        | （2006年失去法人資格）                      |                        |
| （繼承勸銀、拓銀的長期金融業務）                                              | （繼承勸銀、拓銀的長期金融業務）                                              | （繼承勸銀、拓銀的長期金融業務）                                                   | 日本長期信用銀行 （1952年 - 2000年） （1998年破產，2000年賣給投資組合New LTCB Partners（Ripplewood）） | 日本長期信用銀行 （1952年 - 2000年） （1998年破產，2000年賣給投資組合New LTCB Partners（Ripplewood）） | 日本長期信用銀行 （1952年 - 2000年） （1998年破產，2000年賣給投資組合New LTCB Partners（Ripplewood）） | 新生銀行 （2000年 - ）                                        | 新生銀行 （2000年 - ）                      |                        |

1. 埼玉銀行成立當時為地方銀行。1969年轉換為都市銀行。
2. 背景灰色的是特殊銀行（日语：特殊銀行 (日本金融史)）或長期信用銀行、外匯專業銀行、第二地方銀行等。
3. 住友銀行在1986年與平和相互銀行（日语：平和相互銀行）合併，三井住友銀行在2003年與若潮銀行（日语：わかしお銀行）合併。
4. 舊大和、朝日的埼玉縣內分行由埼玉里索那銀行繼承，其他分行由里索那銀行繼承。里索那銀行於2005年合併奈良銀行（日语：奈良銀行）。
5. 新生銀行是都銀部門轉讓設立的長信銀後繼銀行，在圖表中不屬於都市銀行。
6. 括號內為銀行存在期間。

## 外部連結
- 全國銀行協會 （页面存档备份，存于）